# Diporiphora australis
Diporiphora australis — вид ігуаноподібних ящірок родини агамових (Agamidae). Мешкає в Австралії та на Новій Гвінеї.

## Поширення і екологія
Diporiphora australis широко поширені на півночі і сході Квінсленду та на північному сході Нового Південного Уельсу, а також спостерігалися у Папуа Новій Гвінеї. Вони живуть в різноманітних природних середовищах, зокрема на прибережних дюнах, в рідколіссях, на мелалеукових болотах та в інших сезонно сухих лісах і водно-болотних угіддях. Зустрічаються на висоті до 800 м над рівнем моря. Ведуть напівдеревний спосіб життя, чатують на комах, сидячи на низько розташованих гілках дерев або кущів.